# Сухопутные войска КНР
Сухопутные войска КНР (кит. трад. 中國人民解放軍陸軍, упр. 中国人民解放军陆军, пиньинь Zhōngguó Rénmín Jiěfàngjūn Lùjūn, палл. Чжунго Женьминь Цзефанцзюнь Луцзюнь) — являются наземным компонентом Народно-освободительной армии Китая. Ведут историю с 1927 года, однако официально созданы в 1948 году. На 2022 год СВ КНР насчитывают 965 000 человек постоянного состава, что делает их второй по численности сухопутной военной группировкой в мире после индийской. Кроме того, СВ КНР имеют резерв численностью 510 000 человек.

## История
По окончании Гражданской войны, в феврале 1949 года произошло сокращение воинских частей. Численность полевых армий сократили до 70, в каждой по три дивизии. В дальнейшем полевые армии продолжали сокращаться. До 1953 года было расформировано 20 % из них. Только в 1952 году было расформированы 3-я, 4-я, 10-я, 17-я, 18-я и 19-я армии.
Когда председатель Мао провозгласил Китайскую Народную Республику 1 октября 1949 года, наземные силы НОАК составляли 4,9 млн человек.
К концу 1980-х, СВ КНР делились на основные и региональные силы. К 1987 году основные силы включали в себя 35 полевых армий, 118 пехотных дивизий, 13 танковых дивизий и 33 артиллерийские и зенитные артиллерийские дивизии, а также 71 отдельный полк и 21 отдельный батальон, преимущественно из тылового обеспечения. Региональные войска состояли из 73 дивизий пограничной обороны, гарнизонных войск и 140 отдельных полков.
В старой системе полевая армия состояла из трёх частично моторизованных пехотных дивизий, артиллерийского полка и зенитного артиллерийского полка. В каждой пехотной дивизии насчитывалось более 12 000 человек, три пехотных полка, один танковый полк, один артиллерийский полк и один зенитный артиллерийский дивизион.
В 1987 году полевая армия имела 46300 солдат в четырёх дивизиях. В танковой дивизии насчитывалось 240 танков в трёх полках. Общей чертой всех дивизий была слабая механизация — пограничный конфликт с Вьетнамом выявил слабое насыщение войск бронетранспортёрами, а танки использовались в качестве передвижной артиллерии и средства поддержки пехоты. Артиллерийские силы состояли из буксируемых пушек, гаубиц и РСЗО. 1980-е ознаменовались внедрением самоходной артиллерии типа САУ Тип 83 и РСЗО Тип 81.
Региональные силы были полноценной частью СВ, организованные в отдельные стационарные дивизии предназначенные вести гарнизонную службу. Их задачей являлось сдерживать наступление вероятного противника. Их развёртывали вдоль береговой линии и границ на суше подобно советским пулад.
Толчком к реформированию НОАК послужила неудачная Китайско-вьетнамская война 1979 года. Произошли масштабные сокращения личного состава Сухопутных войск НОАК ввиду растущей бесполезности живой силы не имеющей достаточного материально-технического обеспечения. Это позволило избавиться от наиболее старых образцов ВВТ времён Второй мировой войны. Начали ограниченно внедряться экспериментальные образцы военной техники.
С 2016 года была реформирована ОШС путём отказа от дивизий советского типа. Основной организационной единицей НОАК стала бригада (кит. упр. 旅, пиньинь lǚ, палл. люй). Вышестоящим уровнем в иерархии формирований СВ НОАК стала общевойсковая армия (кит. трад. 集團軍, упр. 集团军, пиньинь jituan jun, палл. цзитуань цзюнь).
СВ КНР последние десятилетия непрерывно сокращали основной состав, при этом увеличивая количество военнослужащих спецназа, армейской авиации, ПВО, войск РЭБ. Последняя оперативная доктрина НОАК подчёркивает важность информационных технологий, средств электронной и информационной борьбы и дальних высокоточных ударов в будущих войнах. Внедряются интегрированные системы сетецентрической войны, спутниковая связь, разведывательные и негласного наблюдения беспилотники, мобильные командные пункты и тд.

## Организация

Пять театров военных действий НОАК[6]
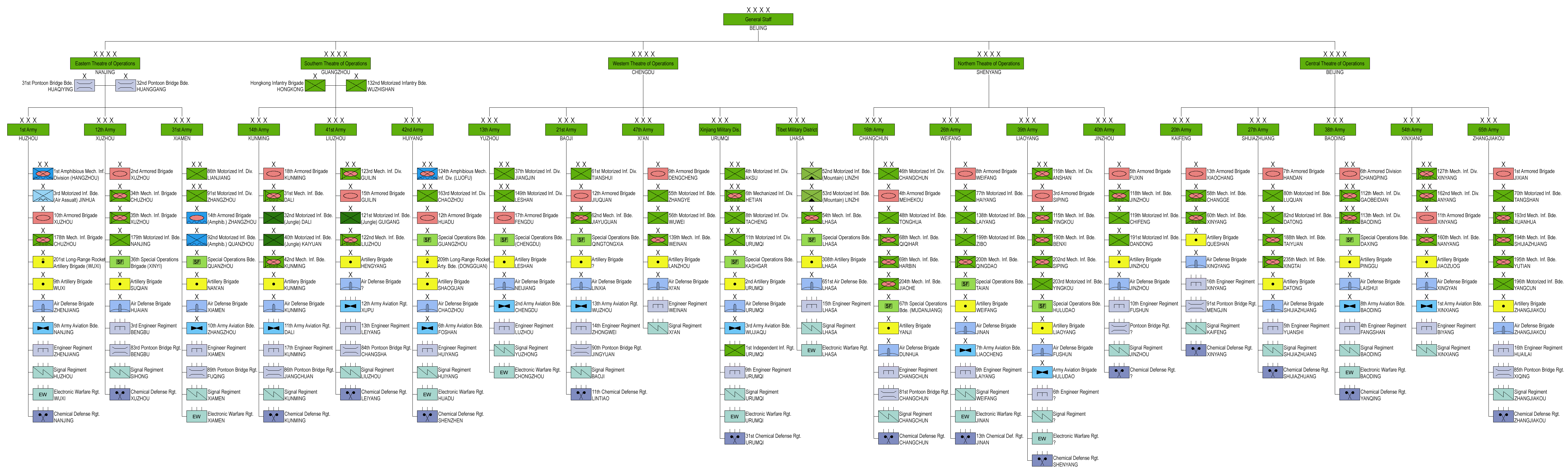
Организация СВ НОАК на октябрь 2016.

Вся территория страны разделена между пятью командованиями театров военных действий(кит. трад. 戰區, упр. 战区, пиньинь zhànqū, палл. чжаньцюй) и двумя командованиями военных районов:
1. Командование Центрального ТВД (штаб г. Пекин),
2. Командование Восточного ТВД (штаб г. Нанкин),
3. Командование Южного ТВД (штаб г. Гуанчжоу),
4. Командование Северного ТВД (штаб г. Шэньян),
5. Командование Западного ТВД (штаб г. Чэнду),
  1. Командование Синьцзянского военного района,
  2. Командование Тибетского военного района[7].

С конца апреля 2017 года в СВ НОАК насчитывается 13 общевойсковых армий (кит. трад. 集團軍, упр. 集团军, пиньинь jituan jun, палл. цзитуань цзюнь):
1. 71-я общевойсковая армия (штаб г. Сюйчжоу),
2. 72-я общевойсковая армия (штаб г. Хучжоу),
3. 73-я общевойсковая армия (штаб г. Сямынь),
4. 74-я общевойсковая армия (штаб г. Хойчжоу),
5. 75-я общевойсковая армия (штаб г. Куньмин),
6. 76-я общевойсковая армия (штаб г. Синин),
7. 77-я общевойсковая армия (штаб г. Чунцин),
8. 78-я общевойсковая армия (штаб г. Харбин),
9. 79-я общевойсковая армия (штаб г. Шеньян),
10. 80-я общевойсковая армия (штаб г. Вэйфан),
11. 81-я общевойсковая армия (штаб г. Шицзячжуан),
12. 82-я общевойсковая армия (штаб г. Баодин),
13. 83-я общевойсковая армия (штаб г. Хэнань)[7].

Общевойсковые армии состоят из бригад (кит. упр. 旅, пиньинь lǚ, палл. люй). Каждая общевойсковая армия состоит из нескольких общевойсковых бригад и по одной специализированной: артиллерийской, ПВО, спецназа, армейской авиации, инженерной и РХБЗ, материально-технического обеспечения. В двух армиях вместо бригады армейской авиации имеется десантно-штурмовая бригада. Всего на 2018 год в составе СВ насчитывается 23 тяжёлые общевойсковые (бронетанковые), 23 средние общевойсковые (механизированные), 15 специального назначения, 2 воздушно-штурмовые, 27 лёгких общевойсковых, 6 амфибийных общевойсковых, 16 пограничных, 14 артиллерийских, 13 инженерных и РХБ защиты, 19 береговых артиллерийских, 12 вертолётных, 15 ПВО и 1 смешанная авиационная бригада. Также имеются 15 пограничных, 2 инженерных, 10 РЭБ и 50 полков связи.
Состав тяжёлой общевойсковой бригады: 5000 солдат, 100 танков, 100 БМП, 70 артиллерийских орудий.
|  |  |  |  |                               |                               |                               |                               | Управление бригады            |                               |  |  |  |  |                                |                                |                                |                                |                                |                                |  |  |  |  |  |  |  |  |  |  |
|  |  |  |  |                               |                               |                               |                               |                               |                               |  |  |  |  |                                |                                |                                |                                |                                |                                |  |  |  |  |  |  |  |  |  |  |
|  |  |  |  |                               |                               |                               |                               |                               |                               |  |  |  |  |                                |                                |                                |                                |                                |                                |  |  |  |  |  |  |  |  |  |  |
|  |  |  |  | 1-й механизированный батальон | 1-й механизированный батальон | 1-й механизированный батальон | 1-й механизированный батальон | 1-й механизированный батальон | 1-й механизированный батальон |  |  |  |  | Артиллерийский дивизион        | Артиллерийский дивизион        | Артиллерийский дивизион        | Артиллерийский дивизион        | Артиллерийский дивизион        | Артиллерийский дивизион        |  |  |  |  |  |  |  |  |  |  |
|  |  |  |  | 1-й механизированный батальон | 1-й механизированный батальон | 1-й механизированный батальон | 1-й механизированный батальон | 1-й механизированный батальон | 1-й механизированный батальон |  |  |  |  | Артиллерийский дивизион        | Артиллерийский дивизион        | Артиллерийский дивизион        | Артиллерийский дивизион        | Артиллерийский дивизион        | Артиллерийский дивизион        |  |  |  |  |  |  |  |  |  |  |
|  |  |  |  |                               |                               |                               |                               |                               |                               |  |  |  |  |                                |                                |                                |                                |                                |                                |  |  |  |  |  |  |  |  |  |  |
|  |  |  |  | 2-й механизированный батальон | 2-й механизированный батальон | 2-й механизированный батальон | 2-й механизированный батальон | 2-й механизированный батальон | 2-й механизированный батальон |  |  |  |  | Дивизион ПВО                   | Дивизион ПВО                   | Дивизион ПВО                   | Дивизион ПВО                   | Дивизион ПВО                   | Дивизион ПВО                   |  |  |  |  |  |  |  |  |  |  |
|  |  |  |  | 2-й механизированный батальон | 2-й механизированный батальон | 2-й механизированный батальон | 2-й механизированный батальон | 2-й механизированный батальон | 2-й механизированный батальон |  |  |  |  | Дивизион ПВО                   | Дивизион ПВО                   | Дивизион ПВО                   | Дивизион ПВО                   | Дивизион ПВО                   | Дивизион ПВО                   |  |  |  |  |  |  |  |  |  |  |
|  |  |  |  |                               |                               |                               |                               |                               |                               |  |  |  |  |                                |                                |                                |                                |                                |                                |  |  |  |  |  |  |  |  |  |  |
|  |  |  |  | 3-й механизированный батальон | 3-й механизированный батальон | 3-й механизированный батальон | 3-й механизированный батальон | 3-й механизированный батальон | 3-й механизированный батальон |  |  |  |  | Батальон оперативной поддержки | Батальон оперативной поддержки | Батальон оперативной поддержки | Батальон оперативной поддержки | Батальон оперативной поддержки | Батальон оперативной поддержки |  |  |  |  |  |  |  |  |  |  |
|  |  |  |  | 3-й механизированный батальон | 3-й механизированный батальон | 3-й механизированный батальон | 3-й механизированный батальон | 3-й механизированный батальон | 3-й механизированный батальон |  |  |  |  | Батальон оперативной поддержки | Батальон оперативной поддержки | Батальон оперативной поддержки | Батальон оперативной поддержки | Батальон оперативной поддержки | Батальон оперативной поддержки |  |  |  |  |  |  |  |  |  |  |
|  |  |  |  |                               |                               |                               |                               |                               |                               |  |  |  |  |                                |                                |                                |                                |                                |                                |  |  |  |  |  |  |  |  |  |  |
|  |  |  |  | 4-й механизированный батальон | 4-й механизированный батальон | 4-й механизированный батальон | 4-й механизированный батальон | 4-й механизированный батальон | 4-й механизированный батальон |  |  |  |  | Батальон тылового обеспечения  | Батальон тылового обеспечения  | Батальон тылового обеспечения  | Батальон тылового обеспечения  | Батальон тылового обеспечения  | Батальон тылового обеспечения  |  |  |  |  |  |  |  |  |  |  |
|  |  |  |  | 4-й механизированный батальон | 4-й механизированный батальон | 4-й механизированный батальон | 4-й механизированный батальон | 4-й механизированный батальон | 4-й механизированный батальон |  |  |  |  | Батальон тылового обеспечения  | Батальон тылового обеспечения  | Батальон тылового обеспечения  | Батальон тылового обеспечения  | Батальон тылового обеспечения  | Батальон тылового обеспечения  |  |  |  |  |  |  |  |  |  |  |
|  |  |  |  |                               |                               |                               |                               |                               |                               |  |  |  |  |                                |                                |                                |                                |                                |                                |  |  |  |  |  |  |  |  |  |  |
|  |  |  |  | Разведывательный батальон     |                               |                               |                               |                               |                               |  |  |  |  |                                |                                |                                |                                |                                |                                |  |  |  |  |  |  |  |  |  |  |
|  |  |  |  |                               |                               |                               |                               |                               |                               |  |  |  |  |                                |                                |                                |                                |                                |                                |  |  |  |  |  |  |  |  |  |  |

От старых округов в новые перешли Пекинский гарнизон (ЦВО), Синьцзянский и Тибетский военные районы (ЗВО).
Произошёл повсеместный отказ от громоздких дивизий советского типа в пользу гибких модульных бригад. Войска освободились от масс плохообученной и малоэффективной пехоты. Также произошло сокращение армий с 18 до 13. Армии получили новую нумерацию. Остались лишь некоторые дивизии, перешедшие в прямое подчинение военных округов, районов либо пекинского гарнизона: 112-я механизированная (ЦВО), 1-я и 3-я гарнизонные (Пекинский гарнизон), 4-я моторизованная, 8-я лёгкая механизированная, 6-я и 11-я горнопехотные дивизии (Синьцзянский военный район).
Ранее Деннис Бласко писал в 2000 году, что традиционные дивизии НОАК состояли из трёх пехотных или танковых полков (кит. упр. 团, пиньинь tuan, палл. туань), четвёртого танкового или пехотного полка, артиллерийского полка, зенитного полка или батальона (кит. упр. 营, пиньинь yíng, палл. ин), а также батальонов/рот связи, инженерного, разведывательного, химического и других подразделений боевого и тылового обеспечения.
Сухопутные войска в ходе реформы получили собственный штаб, ранее его функции лежали на Генштабе, ныне ликвидированном. Штаб СВ входит в Объединённый штаб Центрального военного совета (ЦВС) КПК. Новый Объединённый штаб по своей сути гораздо больше похож на американский Объединённый комитет начальников штабов ВС США.

## Вооружение и военная техника
В обновлённой армии на 2023 год имеется более 440 ударных и разведывательно-ударных вертолётов, свыше 750 ЗРК, 4800 основных танков, неполные 3000 лёгких танков и  боевых машин с тяжёлым вооружением (БМТВ), 8450 БМП (включая ZBD-05), 3900 бронетранспортёров, свыше 1300 РСЗО калибра 122/300/370-мм, более 1100 самоходных ПТРК, неполные 3200 САУ калибра 122/152/155-мм, большое количество самоходных миномётов (включая 1250 гаубиц-миномётов), более 2000 буксируемых орудий 100/122/130/152-мм, по нескольку тысяч установок буксируемой зенитной артиллерии и переносных миномётов. Ещё несколько тысяч единиц старой техники выведено из строевых частей на хранение. Предусматривается в будущем иметь не менее 7 тыс. танков и БМТВ, более 10 тыс. БМП и БТР, не менее 3 тыс. САУ и столько же РСЗО.

## Воинские формирования
Неизвестные бригады Сухопутных войск или ВВС получили двухместные автожиры. Различные подразделения приобретают автономные беспилотные вертолёты Ziyan Blowfish A2 и Ziyan Ranger P2-X, умеющие совершать скоординированные роевые атаки, а также мультикоптеры неизвестного типа. В войска внедряются портативные средства РЭБ для борьбы с дронами. Подразделения войск западного ТВД экспериментируют с роботами-собаками, один из которых вёл огонь по мишени на стрельбище. Сухопутные войска обзавелись БПЛА KVD002. По некоторым данным, для них могли создать особые разведывательные бригады.

### Бригады армейской авиации
Одна из бригад армейской авиации, базирующаяся в Пекине, располагает транспортными самолётами Y-7, Y-8 и Y-9. Основной техникой бригад являются вертолёты: ударные WZ-10, разведывательно-ударные Z-19 и Z-9WA/WZ, служебные Z-20, транспортные Ми-17 и Z-8 различных модификаций. Тактические БПЛА KVD-001 армейской авиации используются низколетящими вертолётами для ретрансляции и целеуказания.
Воздушно-штурмовые (десантно-штурмовые) бригады укомплектованы ударными вертолётами WZ-10ME (экспортное название), разведывательно-ударными Z-19, служебными Z-20 и транспортными Z-8L. По земле десантники передвигаются на лёгких вездеходах: Lynx CS/VP4, Lynx CS/VP16 и багги Lynx CS/VP11.
Учебные вертолёты Z-11 и HC120 прикреплены к Академии армейской авиации.

### Бригады ПВО
Располагают ЗРК средней дальности HQ-16, ЗРК малой дальности ТОР-М1/HQ-17 и HQ-7A/B. Дополнительно используются ПЗРК и буксируемая зенитная артиллерия, в том числе PG-99. Начата замена буксируемых зенитных установок на новый ЗРПК Type 625E (экспортное название).

### Артиллерийские бригады и полки
Некоторым артиллерийским бригадам приданы по два дивизиона РСЗО. Первый дивизион имеет ракетные комплексы PHL-191, оснащённые модульными пусковыми установками. Они стреляют двумя баллистическими ракетами на расстояние до 500 км или несколькими противокорабельными ракетами на дальность 180 км, или восемью 370-мм управляемыми ракетами на дальность 280—360 км, или десятью 300-мм ракетами на дистанцию свыше 100 км. Все артиллерийские бригады получили по дивизиону 300-мм РСЗО PHL-03, которые разработаны на базе РСЗО «Смерч». Дальность пуска разных ракет составляет 70—160 км.
Прочим вооружением бригад и полков являются дальнобойные 155-мм САУ: PLZ-05 и  колёсные PCL-181. Китай постепенно избавляется от короткоствольных 152-мм буксируемых орудий.
Целеуказание обеспечивают БПЛА: BZK-006 и BZK-008.

### Тяжёлые общевойсковые бригады и полки
Вооружение приводится по аналогии с амфибийными общевойсковыми бригадами с упором на современную технику.
- Бронетанковые батальоны: основные боевые танки ZTZ-96 и ZTZ-99 различных модификаций, БМП ZBD-04/04A, 120-мм самоходные миномёты PLZ-10, ПЗРК, квадрокоптеры…[12][40][41]
- Артиллерийские дивизионы: 122-мм РСЗО PHZ-11 или более старые PHZ-89, 122-мм САУ PLZ-07, 120-мм самоходные миномёты (в некоторых бригадах[42]), противотанковые комплексы AFT-10, БПЛА BZK-006[12][43][44]. В 2023 году артиллерийский дивизион одной из элитных бригад включал: 122-мм РСЗО PHZ-11, 155-мм САУ PLZ-05, 122-мм САУ PLZ-07 и ПТРК AFT-10[45].
- Дивизионы ПВО: ЗРК HQ-17, самоходные зенитно-артиллерийские установки PGZ-09 или PGZ-04A, ПЗРК[12][46][47].

Высокогорные подразделения оснащаются лёгкими танками ZTQ-15 взамен основных боевых. 

### Средние общевойсковые бригады и полки
- Механизированные батальоны: 105-мм штурмовые машины ZTL-11, БМП ZBL-08, 120-мм  самоходные миномёты PLL-05, ПЗРК, квадрокоптеры[12][49][50].
- Артиллерийские дивизионы: 122-мм РСЗО PHL-11 или старые PHL-81, 122-мм САУ PLL-09, ПТРК на колёсных шасси, БПЛА BZK-006 или квадрокоптеры, РЛС контрбатарейной борьбы (вариант SLC-2?)[12][51][52][53][54].
- Дивизионы ПВО: колёсные ЗРК HQ-17A или старые HQ-7A/B, ЗРПК Type 625E или буксируемая зенитная артиллерия, например PG-99, ПЗРК[12][55][56][57].

Новый ЗРПК Type 625E дивизионов ПВО вооружился шестиствольной пушкой и ракетами от ПЗРК позднее заменёнными на FB-10. Инженерные подразделения располагают линейными ракетными зарядами.

### Лёгкие общевойсковые бригады и полки
Укомплектованы бронеавтомобилями Dongfeng Mengshi и грузовиками. К этим бригадам и полкам относятся 81-мм самоходные скорострельные миномёты PCP-001, переносные миномёты и ПЗРК. Моторизованные и горные бригады обычно считаются лёгкими бригадами, но могут рассматриваться отдельно от них. 
- Артиллерийские дивизионы моторизованных бригад и полков: 122-мм РСЗО на шасси CTM-133 или старые PHL-81, 122-мм САУ PCL-161 или старые PCL-09, ПТРК на шасси CTM-133[62][63][64]
- Артиллерийские дивизионы высокомобильных бригад: 122-мм РСЗО на шасси Donfeng CTL-181, колёсные 122-мм САУ PCL-171, ПТРК (HJ-10?), РЛС контрбатарейной борьбы (вариант SLC-2?)[65][66]
- Дивизионы ПВО моторизованных бригад: ЗРПК Type 625 или буксируемая зенитная артиллерия[67].
- Дивизионы ПВО высокомобильных бригад: ЗРПК SWS3, который включает необитаемую башню с 35-мм снарядами (программируемый воздушный подрыв) + 2 ЗУР FB-10A (18 км)[68].

Китайские копии гаубиц Д-30 выводятся на хранение. Демонстрировавшиеся на выставках тактические комплексы на шасси Dongfeng CTL-181 с ракетами CM-501GA, барражирующими боеприпасами CM-501XA и Loitering Dragon (копия Switchblade) для Сухопутных войск ещё не подтверждены. Разведчики различных общевойсковых бригад оборудованы стандартным квадрокоптером с инфракрасной камерой и специальной мачтой (оптика, РЛС), устанавливаемой на БРМ.

### Бригады ССО
В составе бригад есть разведывательные батальоны, обладающие несколькими типами БПЛА, включая микрокоптеры, квадрокоптеры и BZK-006 . BZK-005 не подтверждаются другими источниками. Спецназ имеет парашютное и водолазное снаряжение, а также подводные средства доставки. Наземная техника представлена грузовиками и бронеавтомобилями Dongfeng CSK-181, которые вооружены пулемётами и АГС. Бригады располагают 122-мм самоходными гаубицами PCL-171, переносными и самоходными миномётами PCP-001, ПЗРК и другими средствами огневой поддержки. В состав неназванных бригад сухопутных войск поступают ПТРК на шасси Dongfeng CSK-181 с ПТУР третьего поколения (НJ-12?).

### Галерея

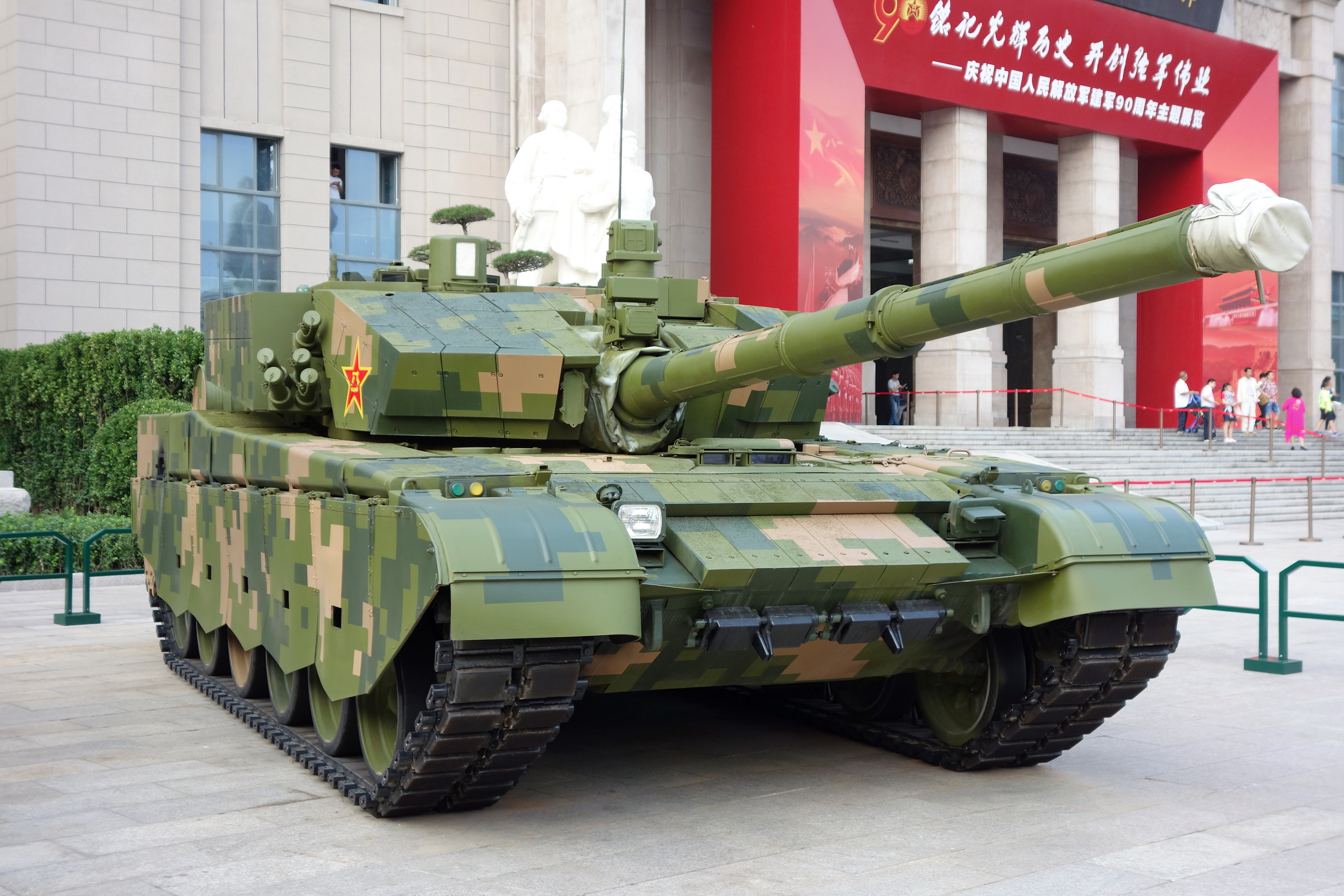
ZTZ-99A
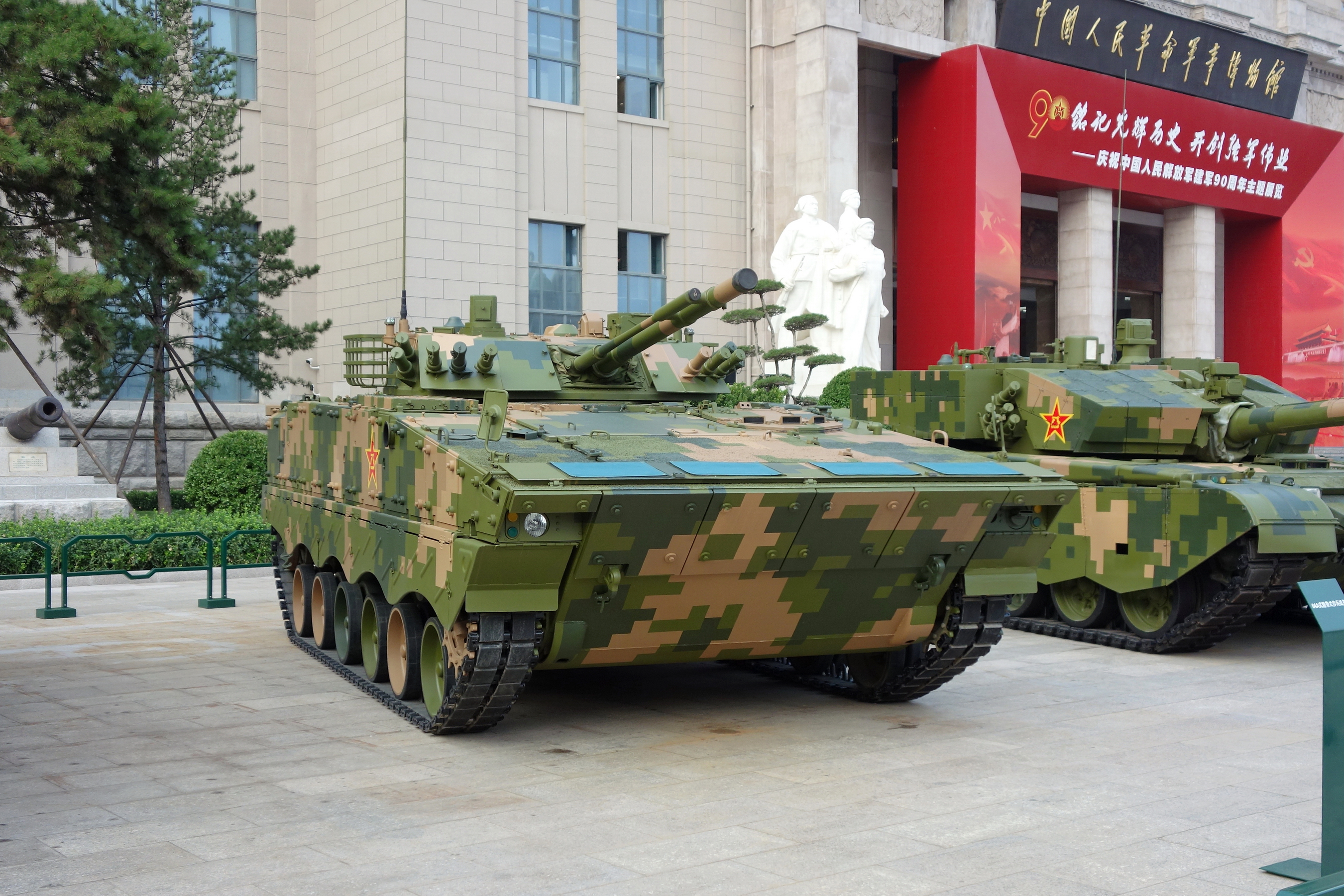
ZBD-04A
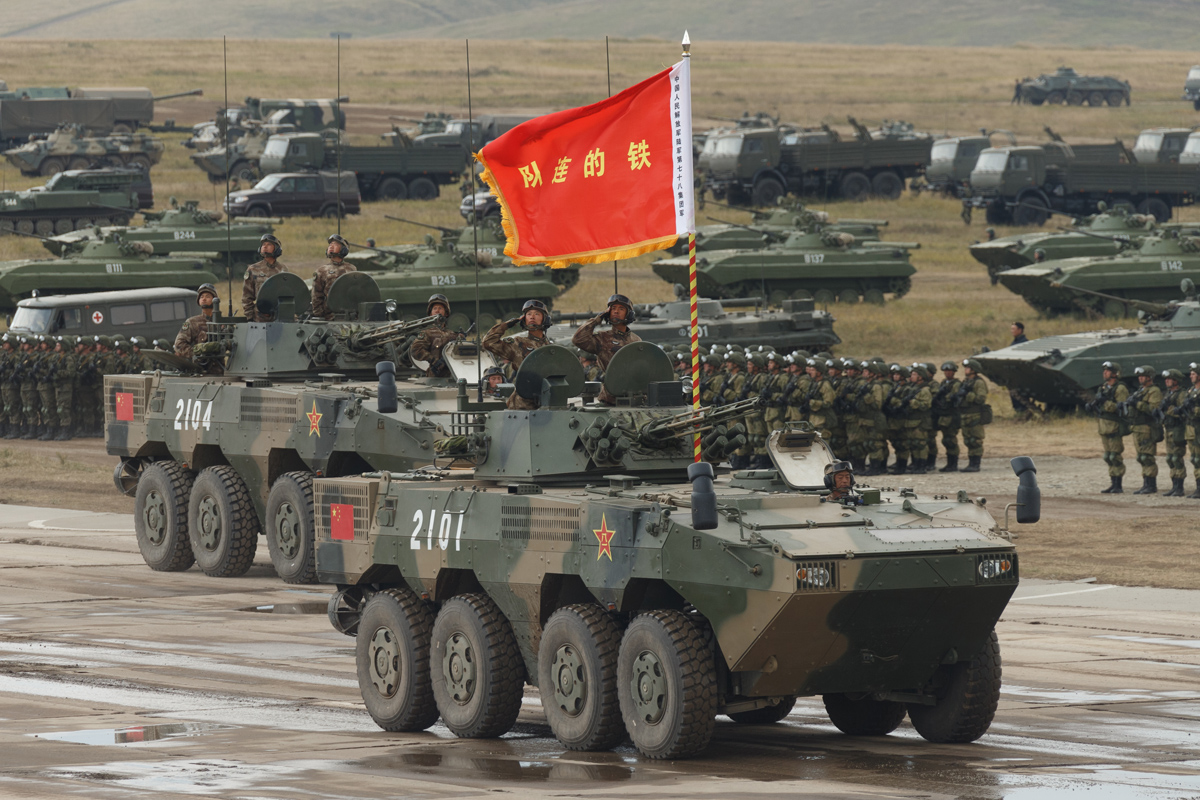
ZBL-08
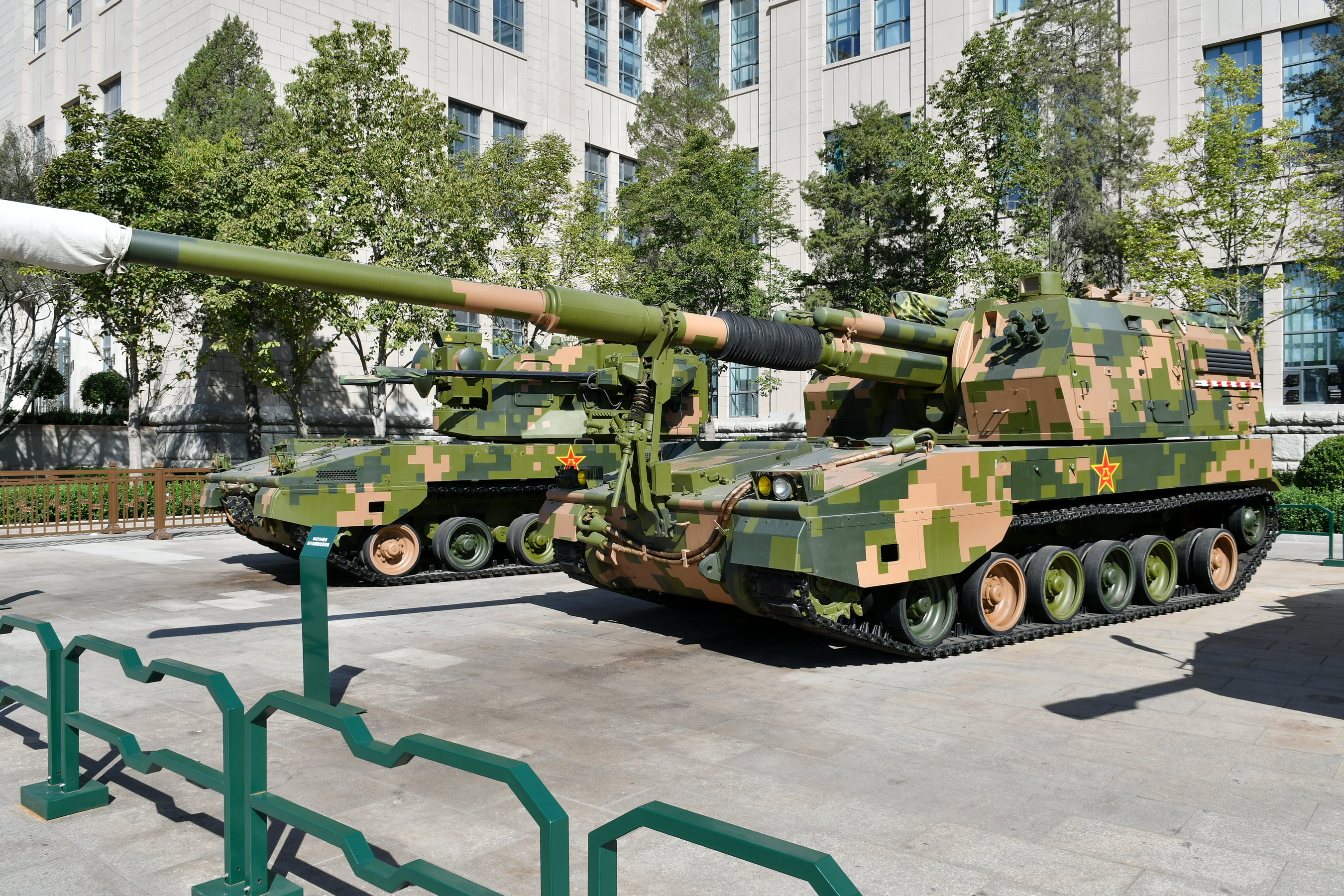
PLZ-05
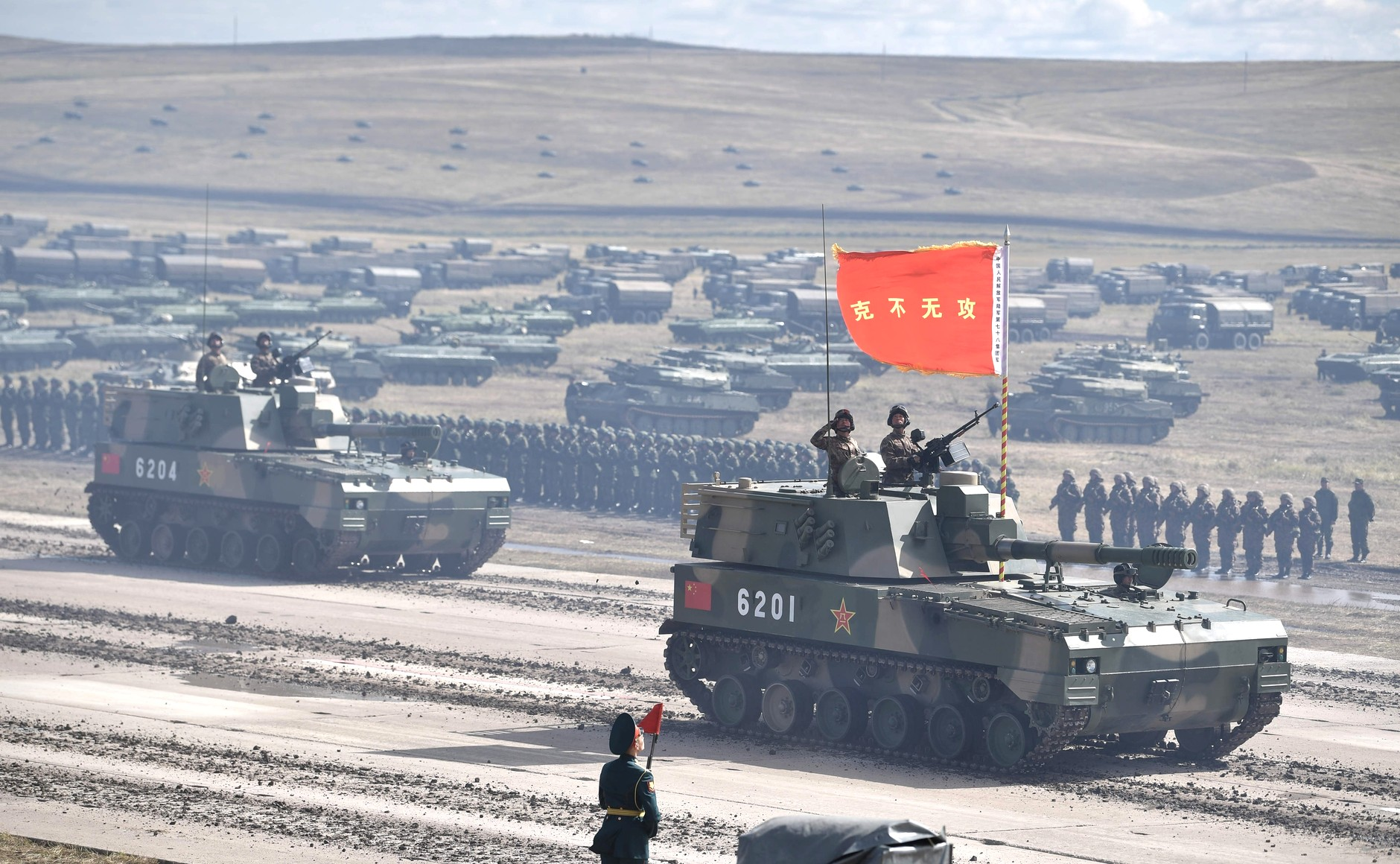
PLZ-07
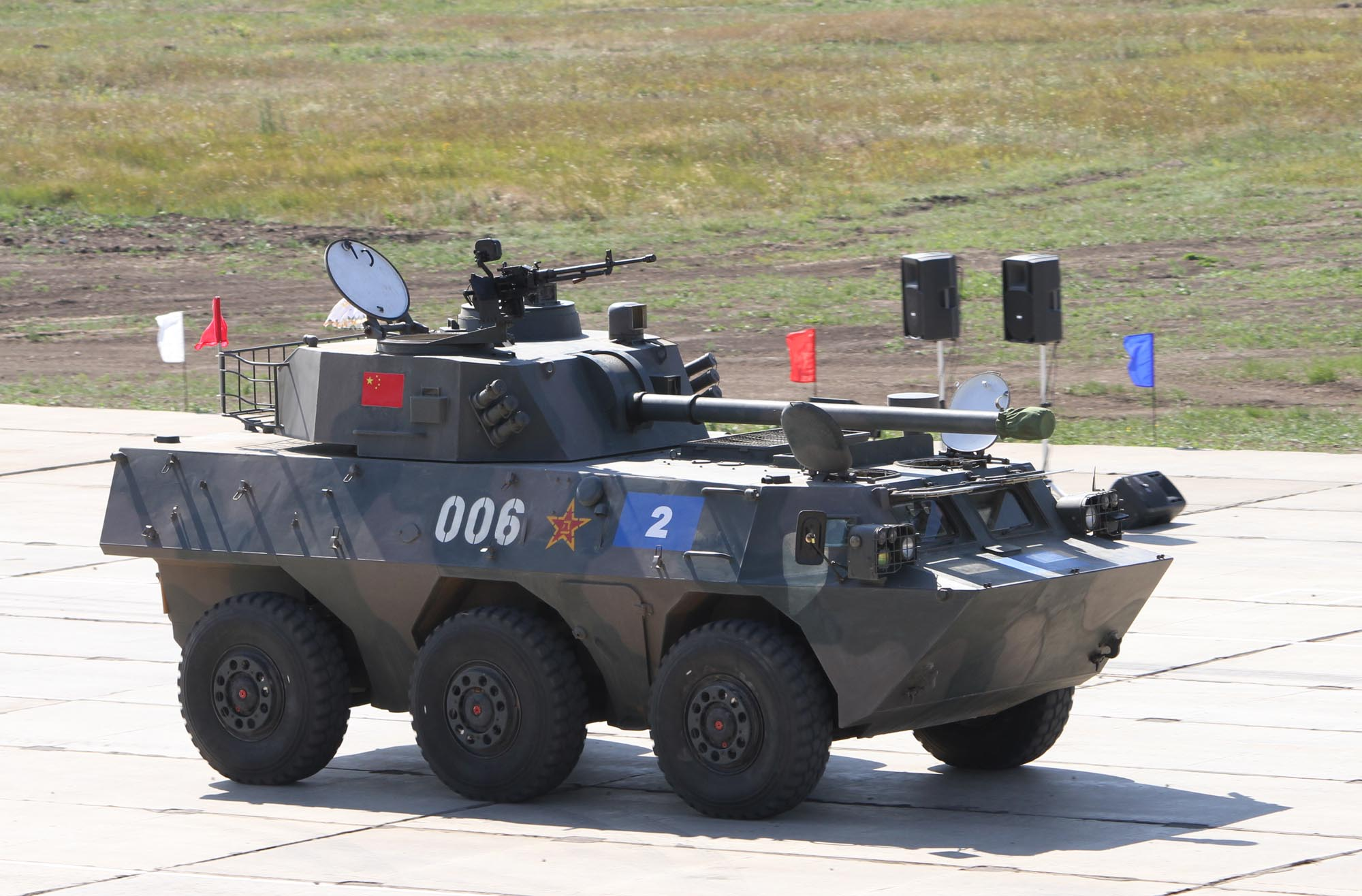
PLL-05
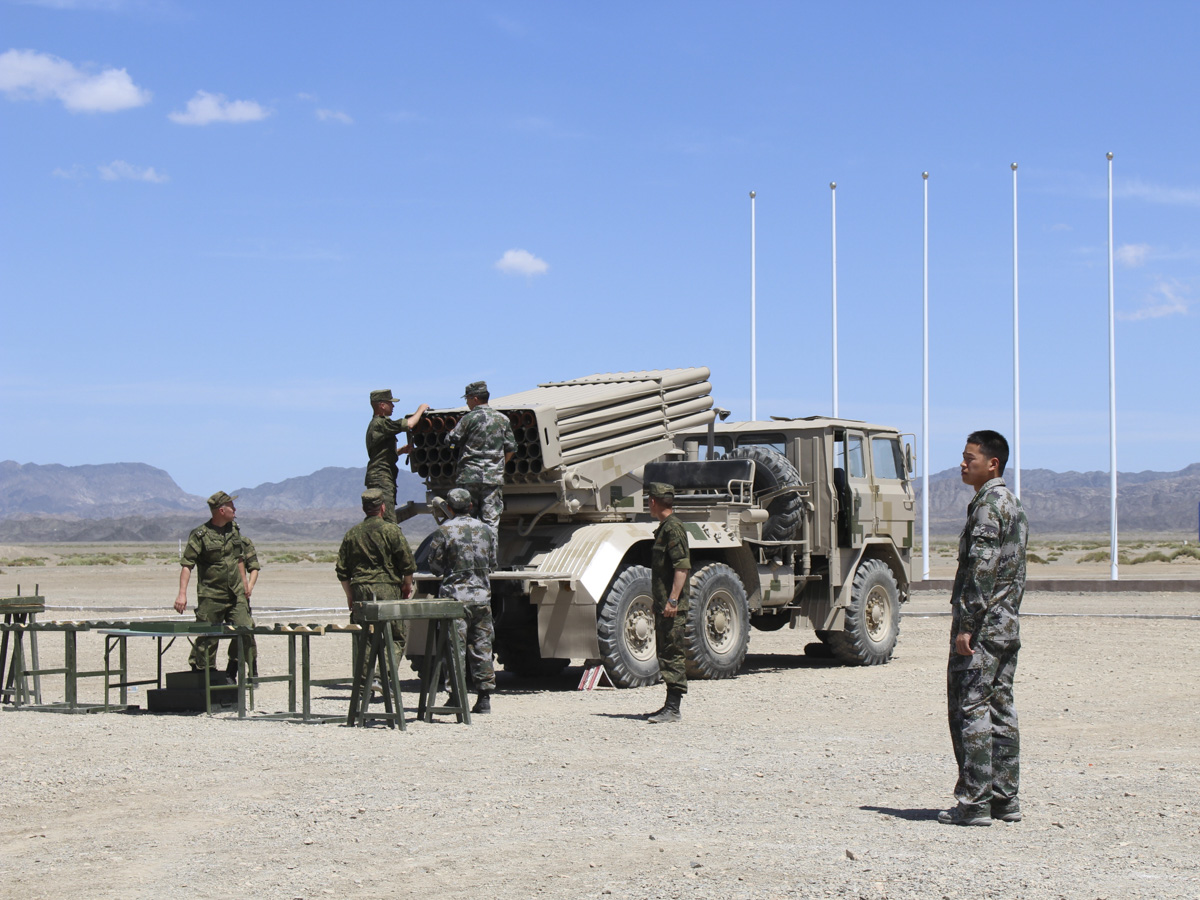
Type 81
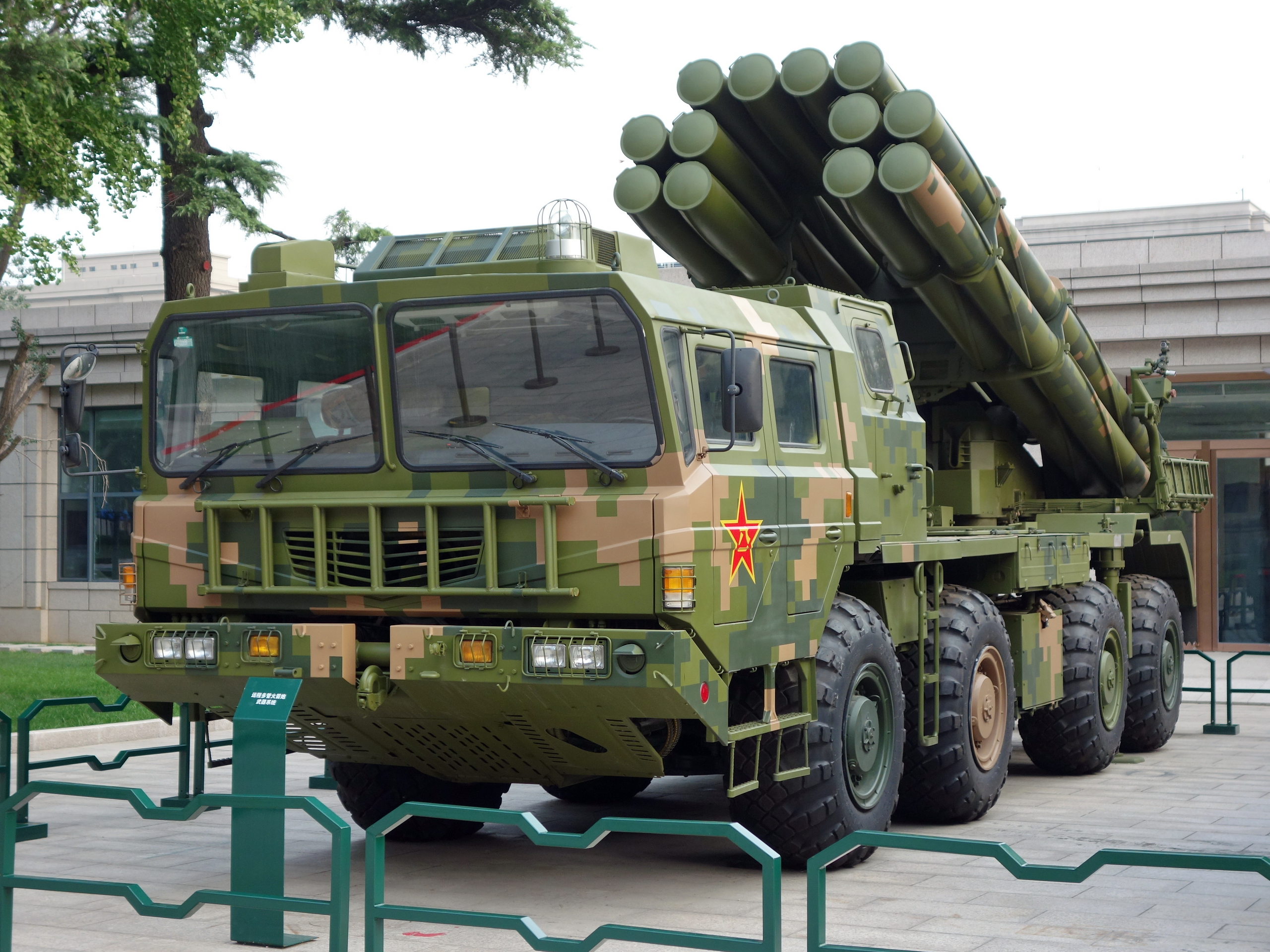
PHL-03
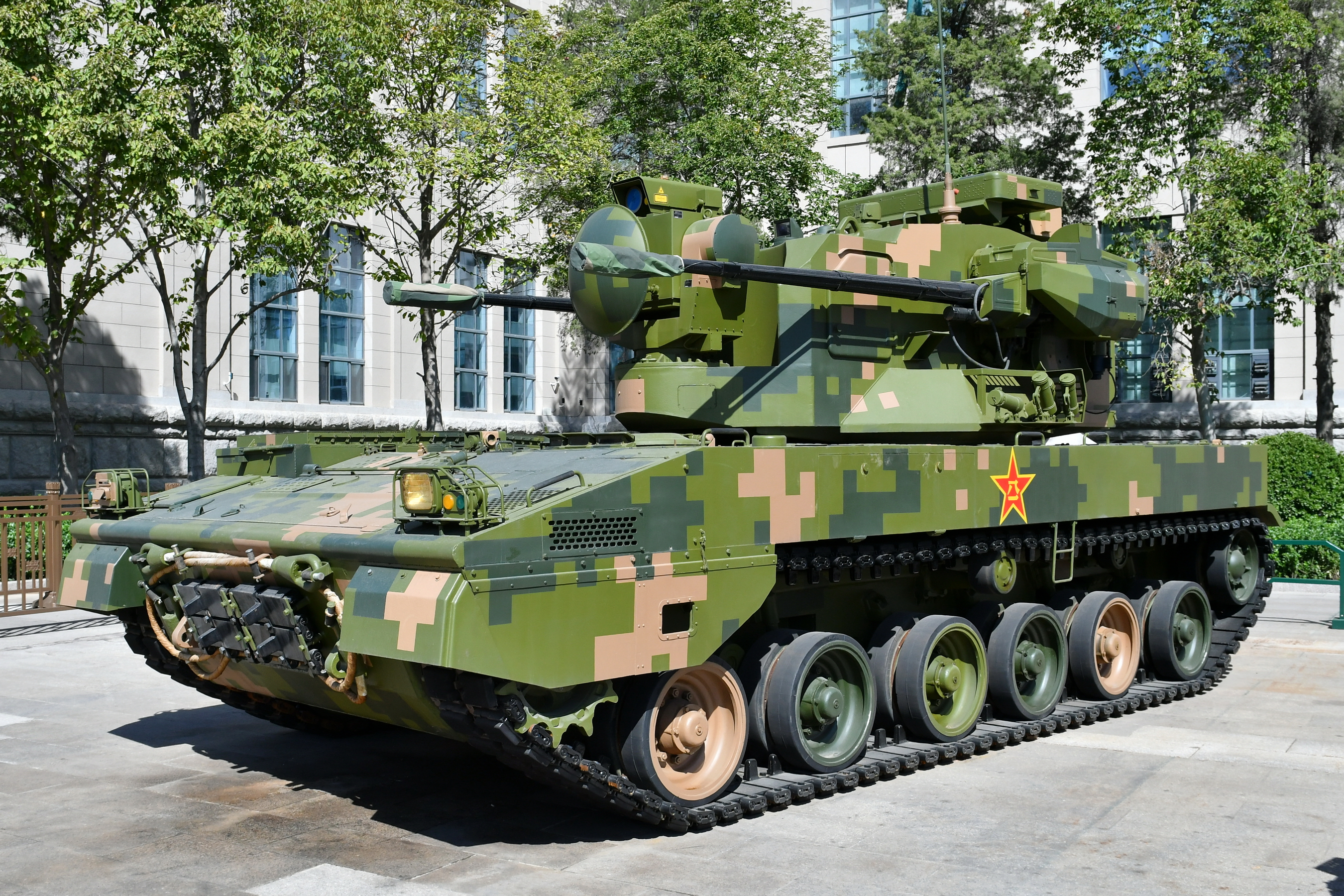
PGZ-09
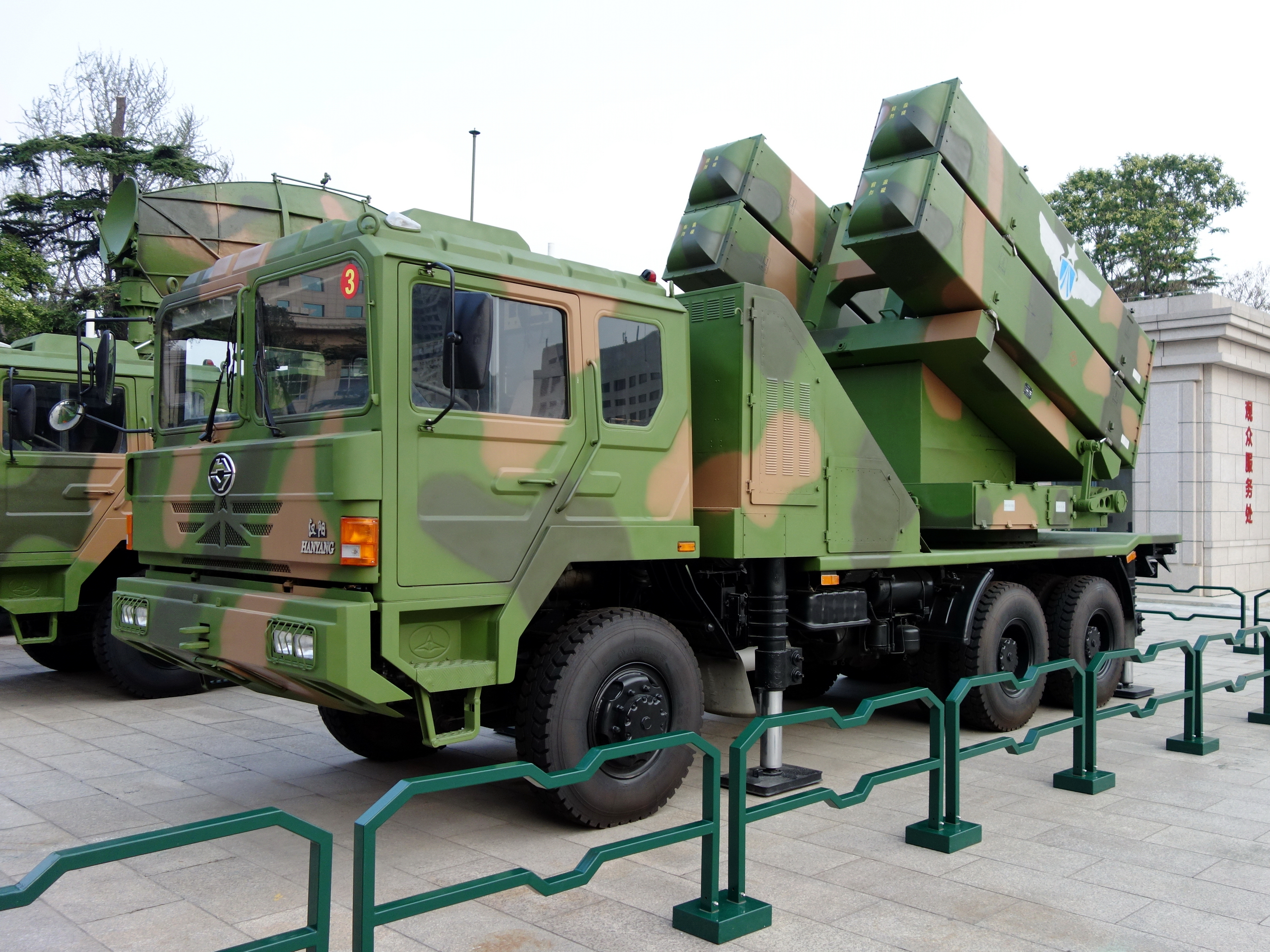
HQ-6А
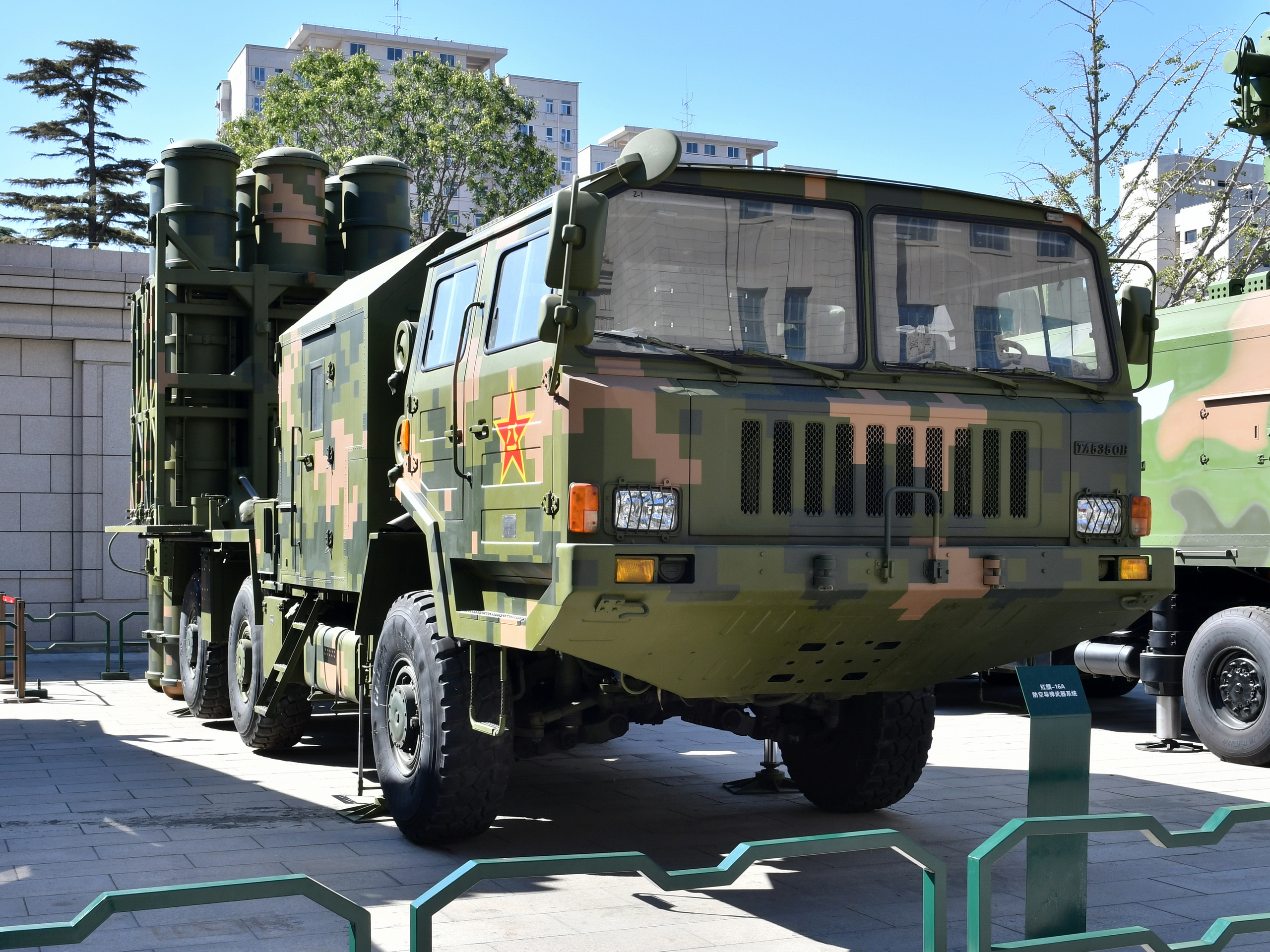
HQ-16A
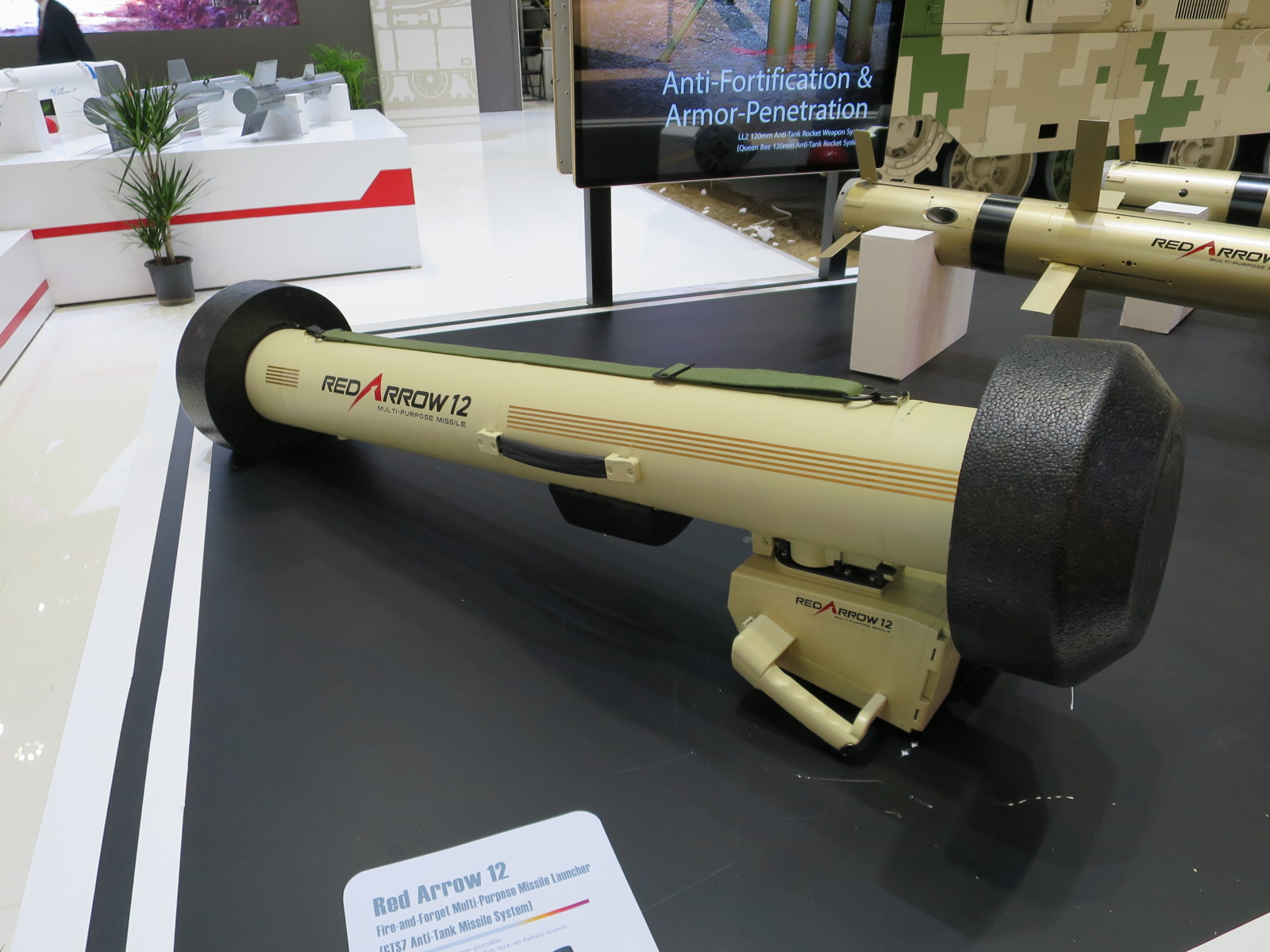
HJ-12
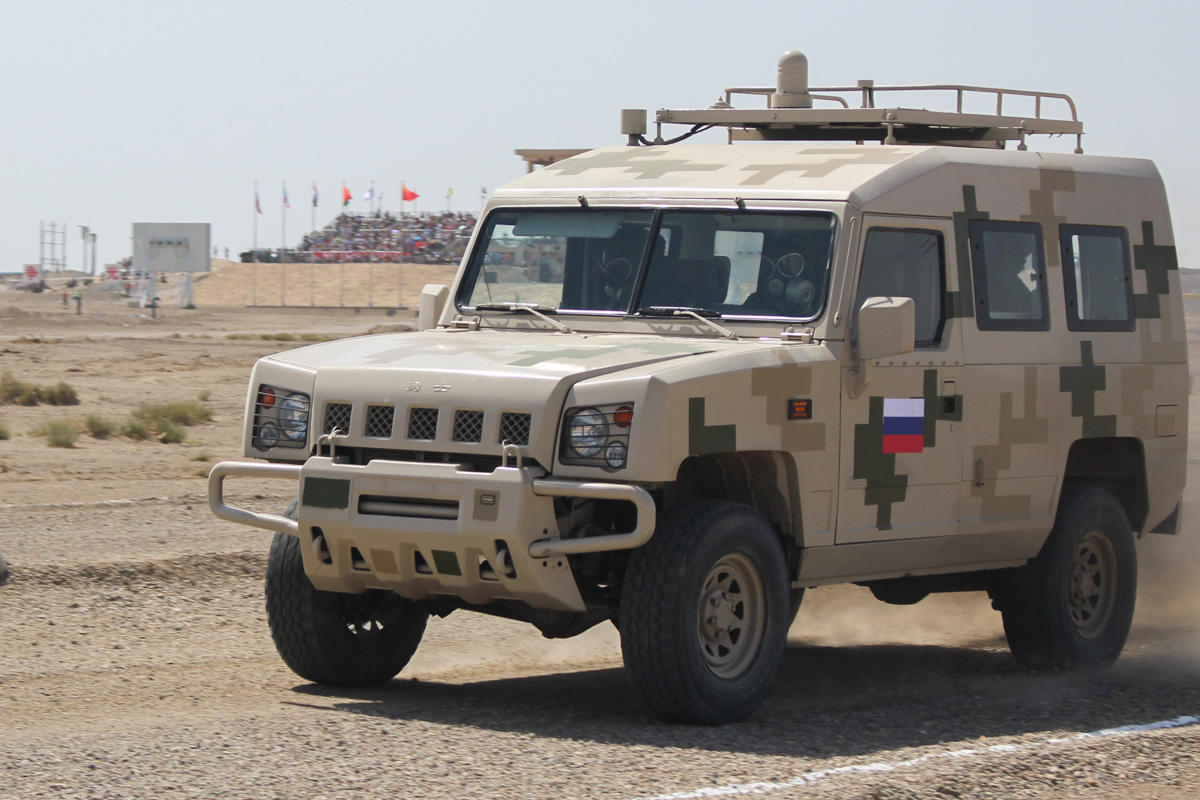
Beijing BJ2022
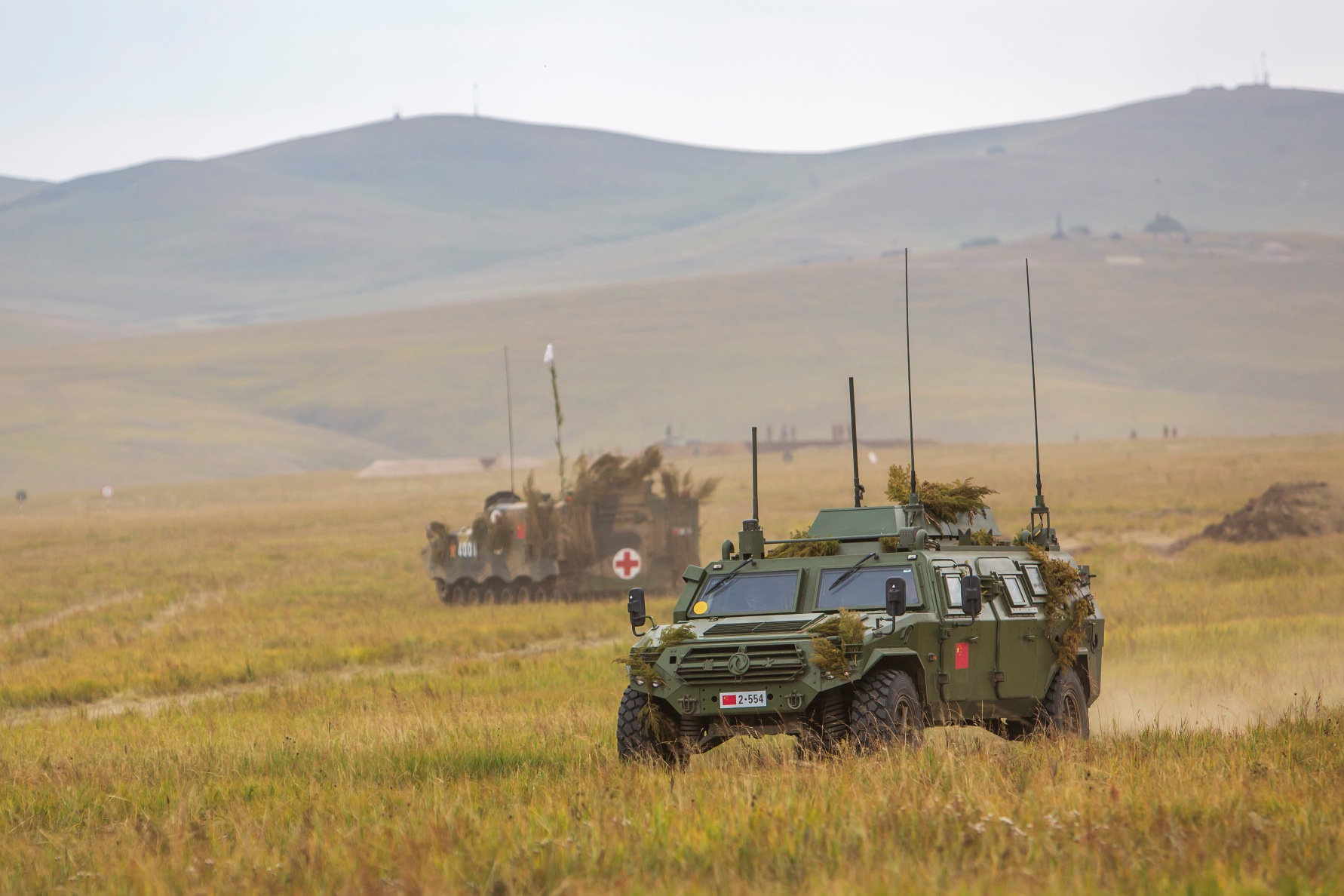
Dongfeng CSK131
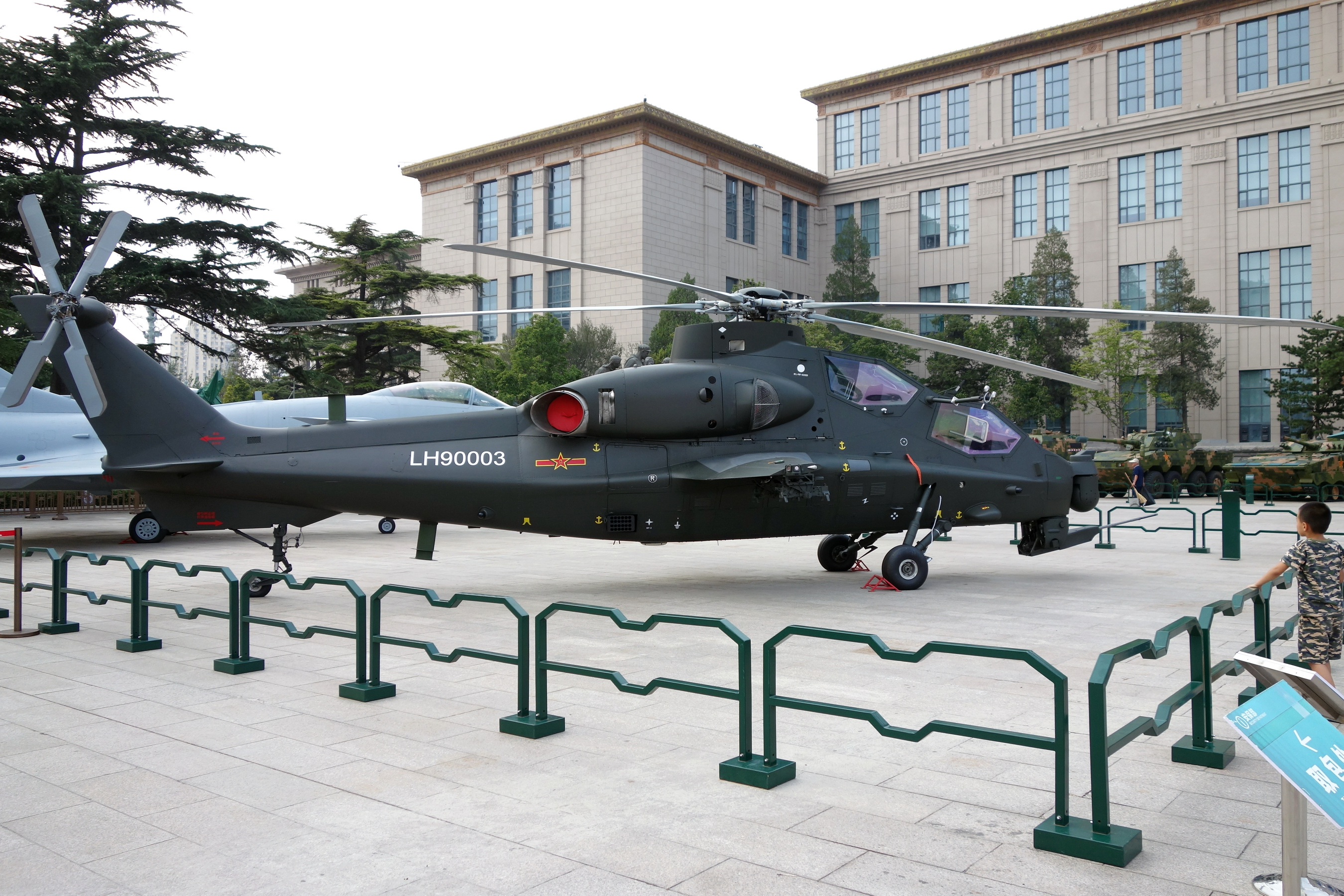
WZ-10
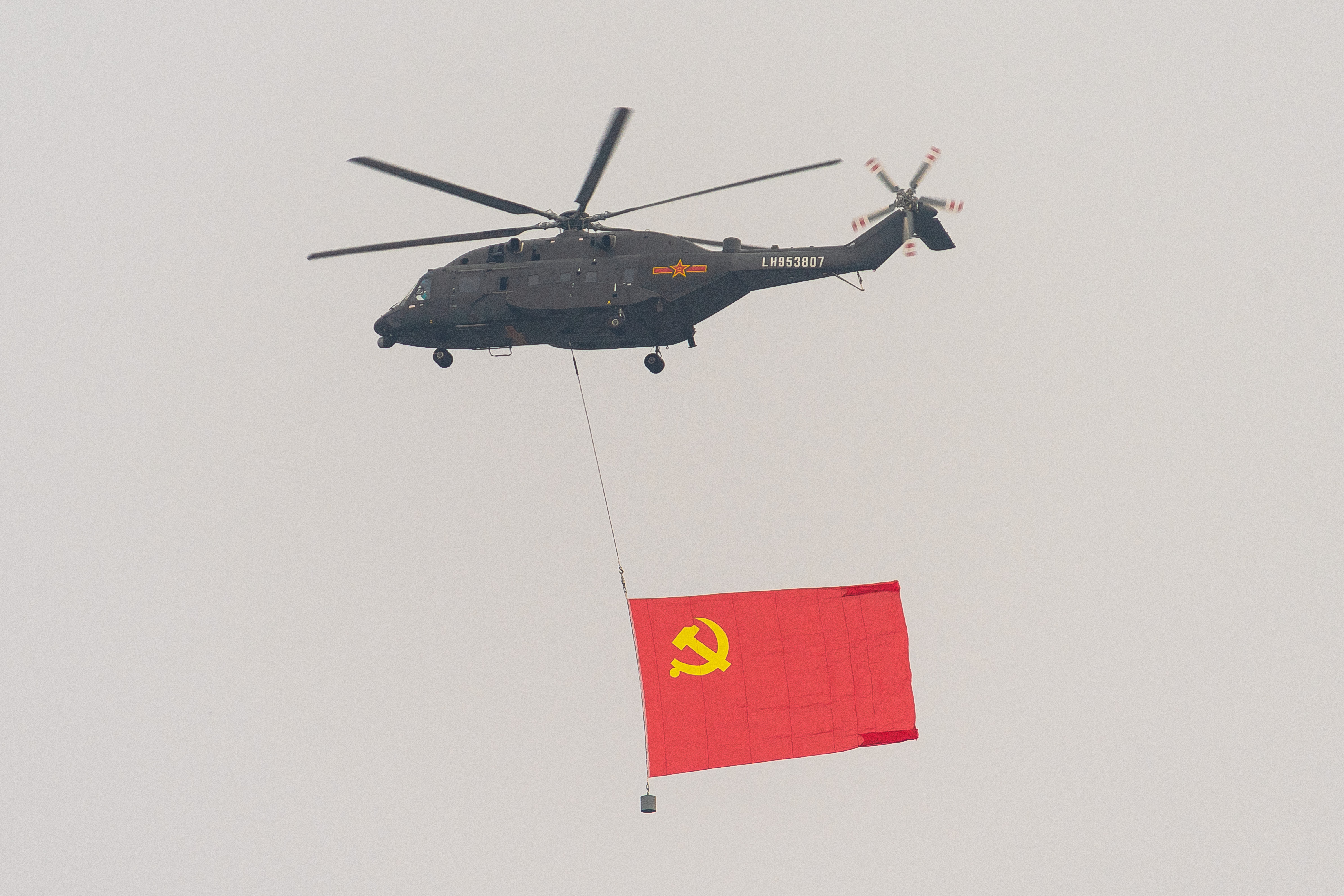
Z-8L

## Знаки различия
|          | Генералы и офицеры | Генералы и офицеры | Генералы и офицеры | Генералы и офицеры | Генералы и офицеры | Генералы и офицеры | Генералы и офицеры | Генералы и офицеры | Генералы и офицеры | Генералы и офицеры |
| -------- | ------------------ | ------------------ | ------------------ | ------------------ | ------------------ | ------------------ | ------------------ | ------------------ | ------------------ | ------------------ |
| Погон    |                    |                    |                    |                    |                    |                    |                    |                    |                    |                    |
| Звание   | Генерал            | Генерал-лейтенант  | Генерал-майор      | Старший полковник  | Полковник          | Подполковник       | Майор              | Капитан            | Лейтенант          | Второй лейтенант   |
| Оригинал | 上将 Шанцзян       | 中将 Чжунцзян      | 少将 Шаоцзян       | 大校 Дасяо         | 上校 Шансяо        | 中校 Чжунсяо       | 少校 Шаосяо        | 上尉 Шанвэй        | 中尉 Чжунвэй       | 少尉 Шаовэй        |

|          | Унтер-офицеры и рядовые     | Унтер-офицеры и рядовые     | Унтер-офицеры и рядовые       | Унтер-офицеры и рядовые        | Унтер-офицеры и рядовые | Унтер-офицеры и рядовые | Унтер-офицеры и рядовые | Унтер-офицеры и рядовые | Унтер-офицеры и рядовые |
| -------- | --------------------------- | --------------------------- | ----------------------------- | ------------------------------ | ----------------------- | ----------------------- | ----------------------- | ----------------------- | ----------------------- |
| Погон    |                             |                             |                               |                                |                         |                         |                         |                         |                         |
| Звание   | Фельдфебель первого разряда | Фельдфебель второго разряда | Фельдфебель третьего разряда  | Фельдфебель четвёртого разряда | Старший сержант         | Сержант                 | Младший сержант         | Ефрейтор                | Рядовой                 |
| Оригинал | 一级军士长 Ицзи Цзюньшичан  | 二级军士长 Эрцзи Цзюньшичан | 三级军士长 Саньцзи Цзюньшичан | 四级军士长 Сыцзи Цзюньшичан    | 上士 Шанши              | 中士 Чжунши             | 下士 Сяши               | 上等兵 Шандэнбин        | 列兵 Лебин              |